# Ки
Ки е богинята на земята в шумерската митология. Според последната Ки е главната съпруга на Ан, бога на небето. В някои легенди Ки и Ан са брат и сестра.
От съпруга си Ан, Ки ражда Анунаки (група от шумерски, акадски и вавилонски божества), най-видният от които е Енил, богът на въздуха. Според легендите, раят и земята са били неразделни докато не се ражда Енил. Той разделя рая и земята на две и отнася рая. Ки в компанията на Енил взема земята.
Някои авторитетни личности в областта поставят под въпрос дали Ки е била считана за божество, понеже няма доказателства за култ към нея и името ѝ е записано само в малко на брой шумерски текстове.
По-късно Ки става вавилонска и акадска богиня Анту, съпруга на Ану (от шумерското Ан).